# Unterer Bockhartsee
Der Untere Bockhartsee liegt auf 1872 m ü. A. im Bockharttal im südlichen Pongau. Er ist ein künstlich angelegter Stausee, der zum ehemaligen Bockhartrevier gehört, in dem bis in die Mitte des 20. Jahrhunderts Gold abgebaut wurde.

## Geschichte
Karl Imhof, Direktor der Zweiten Gewerkschaft Radhausberg, plante ein Tiefenaufschlussprogramm im Goldbergbau. Dieses sah einen modernen Bergbaubetrieb mit entsprechenden technischen Einrichtungen vor. Dafür war ausreichende Energieversorgung unabdinglich. In Böckstein befand sich bereits ein kleines Elektrizitätswerk mit 37 PS Leistung, die jedoch für den geplanten Ausbau der Bergwerksanlagen unzureichend war. Aus diesem Grund wurden in den Jahren 1912 und 1913 im Bereich des Oberen Bockhartsees und Unteren Bockhartsees zwei kleine Wasserkraftanlagen errichtet. Das Projekt von Karl Imhof inkludierte den Bau einer Wasserfassung am Unteren Bockhartsee sowie eine Kraftzentrale im Nassfeld. Das dafür benötigte Betriebswasser (106 Liter pro Sekunde) wurde durch eine 1550 Meter lange und 30 cm starke gusseiserne Rohrleitung durch alpines Gelände in das Nassfeld geleitet. Im Bereich des Seeabflusses wurde ein ca. zwei Meter tiefer und 1,2 Meter breiter Auslass durch Sprengvortrieb hergestellt und eine Rohrleitung installiert. Trotz des Baues dieser Rohrleitung verfügte die Kraftzentrale im Nassfeld zeitweise über zu wenig Betriebswasser. Deshalb war der Ausbau des Ausgleichsbecken Unterer Bockhartsees erforderlich. Die Staumauer wurde erhöht. Die Kronenlänge der Staumauer betrug schließlich 39,6 m bei einer maximalen Höhe von 5,5 m. Die ursprüngliche Wasserfassung wurde durch einen Druckstollen ersetzt. Durch den Umbau konnten 704.000 Kubikmetern Wasser mehr gespeichert werden. Im Verlauf der Bauarbeiten für den Pochkar-Unterbaustollens zwischen den beiden Seen wurde für den Betrieb der technischen Anlagen das Pochkar-Kraftwerk erbaut.
Im Jahr 2007 wurden neuerliche Arbeiten am Unteren Bockhartsee abgeschlossen. Im Verlauf der Bauarbeiten wurde die Staumauer um weitere acht Meter erhöht. 

### Namensgeschichte
In der Hochblütezeit des Goldbergbaus in dieser Region, im Mittelalter, entstand der Name Pochkarsee. Dieser Name veränderte sich jedoch im Laufe der Zeit zu Pockhart, Bockhardt und schließlich zu dem heutigen gebräuchlichen Namen Bockhartsee.